# Motoki Imagawa
Motoki Imagawa (jap. 今川 元樹, Imagawa Motoki; * 17. Mai 1980 in der Präfektur Tokio) ist ein ehemaliger japanischer Fußballspieler.

## Karriere
Imagawa erlernte das Fußballspielen in der Jugendmannschaft von Brummell Sendai (heute: Vegalta Sendai). Seinen ersten Vertrag unterschrieb er 1999 bei den Vegalta Sendai. Der Verein spielte in der zweithöchsten Liga des Landes, der J2 League. Für den Verein absolvierte er drei Spiele. Ende 2000 beendete er seine Karriere als Fußballspieler.